# Roblada Grande
Roblada Grande es una localidad del estado mexicano de Chiapas. Es parte del municipio de Villaflores.

## Demografía
| Gráfica de evolución demográfica |
|                                  |

| Censo | Población |
| ----- | --------- |
| 1970  | 256       |
| 1980  | 413       |
| 1990  | 968       |
| 2000  | 1 494     |
| 2010  | 1 729     |
| 2020  | 1 873     |